# اچ‌ام‌اس تایگر (۱۹۰۰)
اچ‌ام‌اس تایگر (۱۹۰۰) (به انگلیسی: HMS Tiger (1900)) یک کشتی بود. این کشتی در سال ۱۹۰۰ ساخته شد.